# 1670 (телесеріал)
«1670»  — польський комедійно-сатиричний телесеріал у стилі мок'юментарі, що вийшов на Netflix 13 грудня 2023 року.

## Синопсис
Серіал розповідає про життя Яна Адамчевського, сарматського глави шляхетського роду у 1670 році, коли Річ Посполита була виснажена через повстання Богдана Хмельницького, війну з Московією та шведським вторгненням. Головний герой є феодалом, що володіє половиною невеликого власника села Адамчиха. Він мріє стати «найбільш відомим Яном-Павелом в історії Польщі». Він вирішує типові для польських панів того часу проблеми, як не платити податки, тримати в покорі селян та видати доньку за найбагатшого магната. Серіал у гумористичному ключі переосмислює історію давньої Польщі з погляду XXI століття.
Серіал висміює доволі табуйовані для сучасного польського суспільства теми релігії й так званих традиційних цінностей, зокрема підіймає тему одностатевих стосунків.

## Акторський склад
- Бартломей Топа[en] – Ян Адамчевський, шляхтич і частковий власник села Адамчиха
- Катажина Герман[en] – Зофія, дружина Яна
- Мартина Бичковська[en] – Аніела, донька Яна
- Міхал Баліцький – Станіслав, син Яна
- Міхал Сікорський – Якуб, син Яна
- Кирило Петручук – Мацей
- Dobromir Dymecki[pl] – Богдан
- Andrzej Kłak[pl] – Анджей

## Виробництво
Фільмування серіалу проходили в музеї просто неба у Кольбушовій.

## Реліз
Тизер-трейлер серіалу вийшов 5 жовтня 2023 року. Офіційний трейлер вийшов 8 листопада 2023 року.

## Реакція глядачів
За декілька днів після релізу серіал посів друге місце за популярністю на платформі Netflix серед мешканців України.